# Права ЛГБТ у Косові
Права ЛГБТ в Республіці Косово (частково визнаної) були сильно покращені в прийнятій Конституції, що робить її однією з найліберальніших конституцій у регіоні та Європі, що забороняє дискримінацію за сексуальною орієнтацією. Попри те, що у Косові високий відсоток прихильників ісламу, основні політичні партії постійно підтримують дискусію про права ЛГБТ. Проте, контроль за забороною дискримінації правоохоронними органами залишається слабким.
У 2004 році було прийнято єдиний вік сексуальної згоди — 14 років.
Наприкінці 2013 року Асамблея Косова ухвалила законопроєкт про створення координаційної групи з питань ЛГБТ-спільноти. Багато політиків висловили свою підтримку ЛГБТ-руху, у тому числі колишній прем'єр-міністр і нинішній міністр закордонних справ Хашим Тачі, прем'єр-міністр Іса Мустафа, голова Асамблеї Косова Кадрі Веселі, заступники міністра закордонних справ Петрит Селімі, Влёра Читаку та Мімоза Кусарі-Лі та ін.
Наразі діють три місцеві організації з прав ЛГБТ у Косові: Центр з питань рівності та свободи, Центр соціального розвитку та Центр соціальної емансипації.